# Wet-T-Shirt-Contest

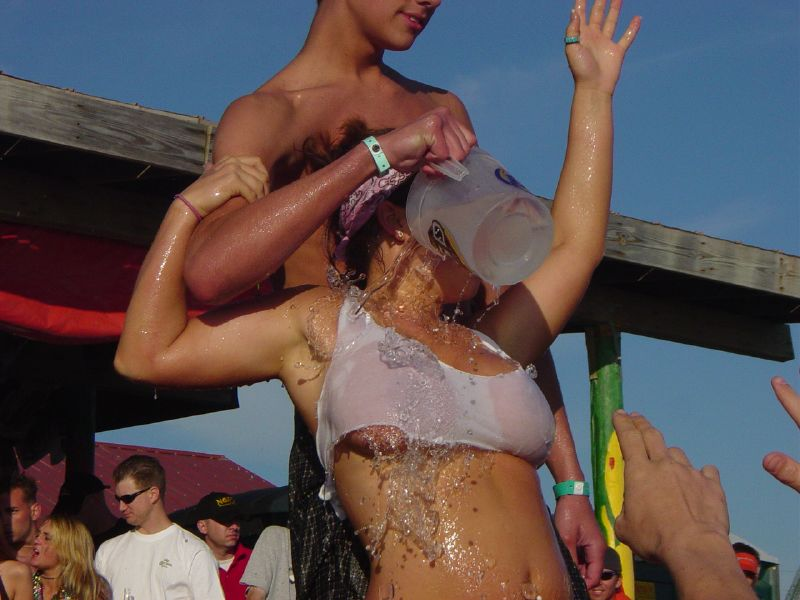
T-Shirt wird mit Wasser übergossen

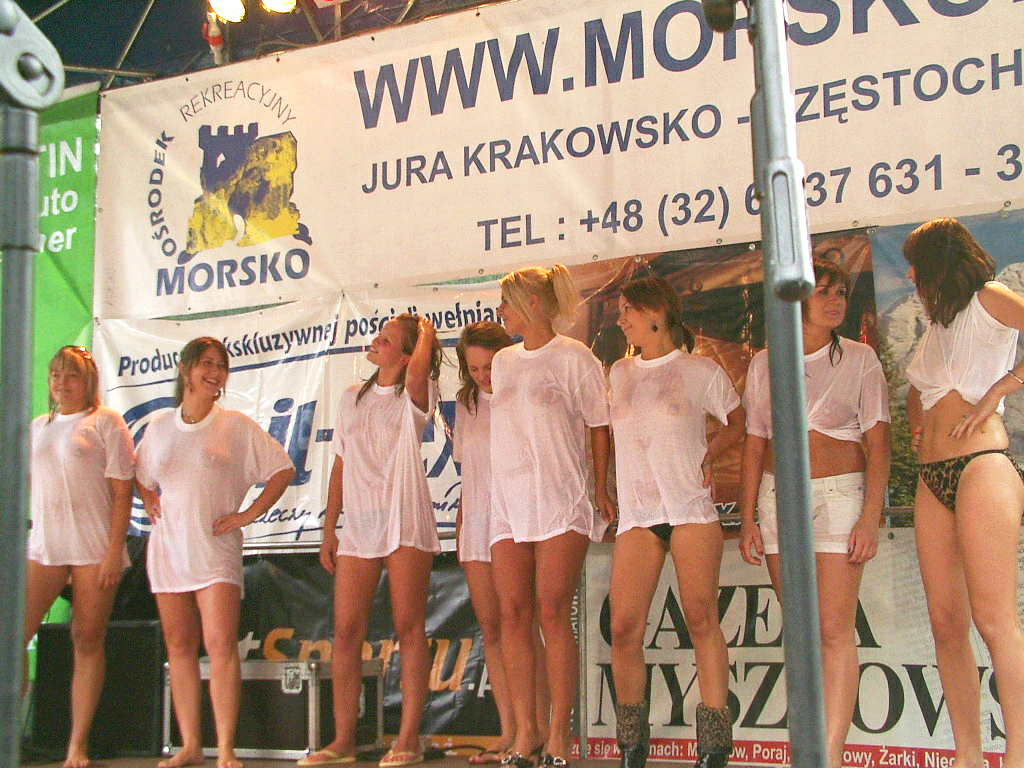
Wet-T-Shirt-Contest in Polen

Ein Wet-T-Shirt-Contest ist eine Form des Schönheitswettbewerbs, bei dem T-Shirts getragen und diese mit Wasser übergossen werden.

## Prinzip
Die teilnehmenden Frauen tragen dabei ein dünnes, helles, meist weißes T-Shirt ohne BH. Das T-Shirt wird mit Wasser übergossen, so dass der Stoff transparent wird, am Körper klebt und die Brüste sich abzeichnen. Meist wird hierbei kaltes Wasser verwendet, die dadurch ausgelöste Erektion der Brustwarzen soll sexuelle Erregung vortäuschen.
Wet-T-Shirt-Contests können auch als eine Form des Striptease durchgeführt werden. Die Teilnehmerinnen werden in diesen Fällen dazu ermutigt, das nasse T-Shirt nach einiger Zeit auszuziehen und dem Publikum ihre entblößten Brüste zu präsentieren.

## Geschichte
Der erste Wet-T-Shirt-Contest wurde Anfang 1971 in Sun Valley im US-Bundesstaat Idaho veranstaltet. Während der Vorbereitung der Dreharbeiten zum Werbefilm The Performers wurde der Ski-Film-Regisseur Dick Barrymore (1933–2008) von einem Skitechniker gebeten, eine Verkaufsförderungsaktion für den Skihersteller K2 zu übernehmen. Anlass war die Airline-Woche in Sun Valley, während der sich regelmäßig Mitarbeiter verschiedener Fluglinien in Sun Valley treffen. Er sollte ein paar K2-Skier an die Frau verschenken, der das T-Shirt am besten stehen würde. Spontan entschloss sich Barrymores Team, aus der Aufgabe eine Art Schönheitswettbewerb mit ihnen als Preisrichter zu machen. Ihre Punktzahlen von 1 bis 10 sollten mit Schwierigkeitsgraden multipliziert werden. Der Faktor 1,0 galt für T-Shirt-Trägerinnen, die einen BH darunter trugen. Verzichteten sie auf diesen, wurde dies mit dem Schwierigkeitsgrad 1,5 belohnt. Für ein nasses T-Shirt ohne BH konnte die Punktzahl mit 2 multipliziert werden.
Zu den Jurymitgliedern zählten unter anderem  Barrymores Kollege Warren Miller sowie der Musiker Vince Guaraldi. Drei Tage nach seiner Ankündigung in der Boiler Room Bar fand der Wettbewerb dort statt. Den Auftakt machte die Teilnehmerin von United Airlines, die einen Pelzmantel trug. Während ihres Auftrittes zog sie den Mantel aus und trug keinen Büstenhalter. Das nasse T-Shirt hatte sie sich um das Handgelenk gebunden. Dies führte dazu, dass auch die restlichen Teilnehmerinnen den höchsten Schwierigkeitsgrad wagten. Einige Teilnehmerinnen hätten sich beinahe komplett ausgezogen. Siegerin war Kitt Rafferty von Pan Am, die am folgenden Tag damit drohte, jeden zu verklagen, der die Fotos veröffentlichen würde.
In der Folge moderierte Barrymore weitere spontane Wettbewerbe im Rusty Nail von Stowe, Vermont, und Red Onion von Aspen, Colorado. Im weiteren Verlauf der Skisaison entsandte der Playboy einen Mitarbeiter nach Mammoth Mountain in Kalifornien, um einen Wettbewerb fotografisch festzuhalten. Nachdem er von diesem Artikel erfahren hatte, ließ K2-Designer Chuck Ferries sich die Rohversion von The Performers zeigen und (fast) Oben-ohne-Szenen entfernen. Obwohl die Medienpräsenz seiner Skier durchaus hilfreich war, hatte er Probleme mit dem Vorstandsvorsitzenden des Unternehmens Cummins Engine bekommen, dem K2 inzwischen gehörte. Dieser war gleichzeitig Präsident des American Council of Christian Churches. Dennoch wurde der Film der erfolgreichste, sowohl von K2 als auch von Barrymore, sowie der erste Film, der Freestyle-Skiing zeigte.
Eine weitere Inspiration zur Veranstaltung von Wet-T-Shirt-Contests soll der Film Die Tiefe (1977) geboten haben, dessen Eröffnungsszene einen Tauchgang von Hauptdarstellerin Jacqueline Bisset mit einem nassen weißen T-Shirt zeigt.

## Rezeption
Frank Zappa thematisierte den Wet-T-Shirt-Contest in einem Lied mit dem Namen Fembot in a Wet T-Shirt, erschienen 1979 auf dem Album Joe’s Garage.